# Raión de Kodyma
El Raión de Kodyma es un distrito del óblast de Odesa, localizado al norte de este, en Ucrania. Su superficie total es de 818 km². Su centro administrativo es la ciudad de Kodyma.
De acuerdo a las estimaciones oficiales del 2019 la población asciende a 28,704 habitantes.

## Localidades
- Bashtanka
- Budeji

- Fedorivka

- Hrabove

- Ivashkiv

- Kirillovka
- Kodyma
- Kotovsi
- Kruti

- Labushne

- Oleksandrivka
- Oleksiivka

- Pequeña Slobidka
- Petrivka
- Pravda
- Pyrizhna
- Pysarivka

- Semenivka
- Serby
- Shershentsi
- Slobidka)
- Smolyanka
- Strymba

- Tymkove

- Zagnitko